# Vahliella
Vahliella är ett släkte av lavar. Enligt Catalogue of Life ingår Vahliella i familjen Vahliellaceae, ordningen Peltigerales, klassen Lecanoromycetes, divisionen sporsäcksvampar och riket svampar, men enligt Dyntaxa är tillhörigheten istället ordningen Peltigerales, klassen Lecanoromycetes, divisionen sporsäcksvampar och riket svampar.
| Vahliella | \| \| Vahliella californica \| \| \| \| \| \| Vahliella hookerioides \| \| \| \| \| \| Vahliella saubinetii \| \| \| \| |
|           | \| \| Vahliella californica \| \| \| \| \| \| Vahliella hookerioides \| \| \| \| \| \| Vahliella saubinetii \| \| \| \| |
|           | Vahliella californica                                                                                                   |
|           | |
|           | Vahliella hookerioides                                                                                                  |
|           | |
|           | Vahliella saubinetii |
|           | |

|  | Vahliella californica  |
|  |                        |
|  | Vahliella hookerioides |
|  |                        |
|  | Vahliella saubinetii   |
|  |                        |